# Виницкая, Александра Александровна
Александра Александровна Виницкая (настоящая фамилия Будзианик) (1847—1914) — прозаик, автор мемуаров.

## Биография
Из дворянской семьи. Её отец, помещик Козловского уезда Тамбовской губернии отпустил на волю крепостных крестьян, служил чиновником. В восемь лет Виницкая осиротела. В 1857 году была зачислена на казённый счёт в Московский Николаевский сиротский институт, где обучалась музыке, живописи, много читала. Готовилась к артистической карьере по программе консерватории, в 1867 году была выпущена из института без диплома «за недостаток смирения». Учительствовала, служила в правлении Московско-Брестской железной дороги, работала кассиром в магазинах, массажисткой.
Дебютировала в журнале «Отечественные записки» повестью «Перед рассветом» (1881) о пробуждении революционного сознания в среде молодёжи; повесть была одобрена и отредактирована М. Е. Салтыковым-Щедриным и высоко оценена И. С. Тургеневым.
Повести и рассказы Винницкой печатались в «Отечественных записках», «Вестнике Европы», «Русской мысли», «Северном вестнике» и «Новом времени», вышли отдельным изданием (СПб., 1886). После того напечатан ее большой роман «Поленовы и Ярославцевы» («Северный вестник», 1891).